# Zaalouk
Le zaalouk ou zaâlouk ou zaâlouka (caviar d'aubergine, زعلوك, en arabe , ⵣⴰⵄⵍⵓⴽ, en berbère), est une spécialité culinaire traditionnelle des cuisines marocaine et algérienne ,  , ,  zaâlouk, à base d'aubergines, de tomates, d'herbes aromatiques, d'épices et d'huile d'olive.

## Histoire
Le zaalouk est un plat typique, traditionnel, et simple à préparer de la cuisine marocaine issu de l'importante quantité historique d’aubergines (de l'Ancien Monde) et de tomates (du Nouveau Monde),.

## Description
Les aubergines et les tomates (et éventuellement des poivrons) sont d’abord traditionnellement grillées (ou cuites à l'huile d'olive) puis écrasées et finement hachées, puis revenues à l'huile d'olive avec un assaisonnement de plantes aromatiques (ail, coriandre ou persil) et d'épices (cumin, paprika, piment...),,,,.

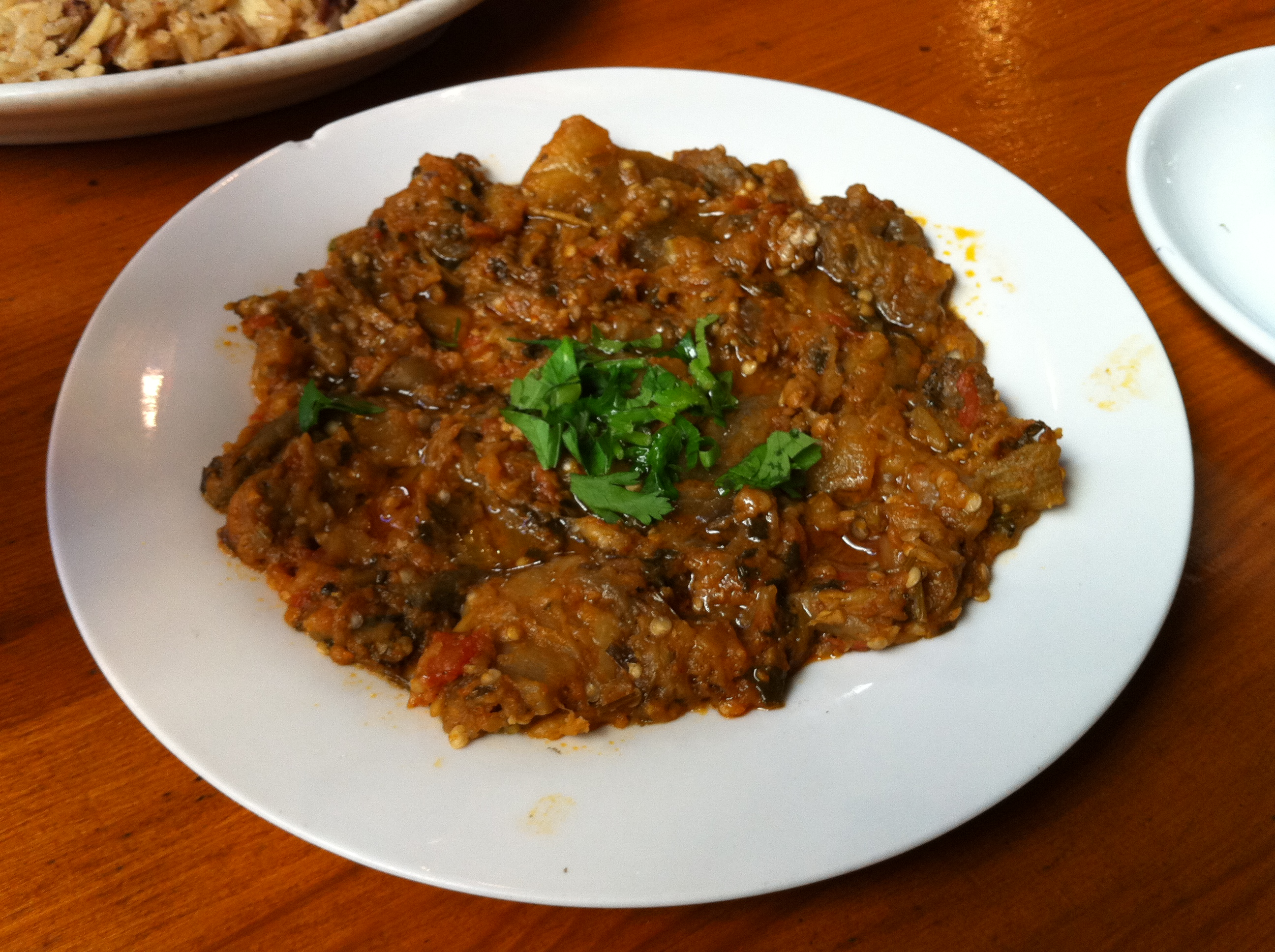
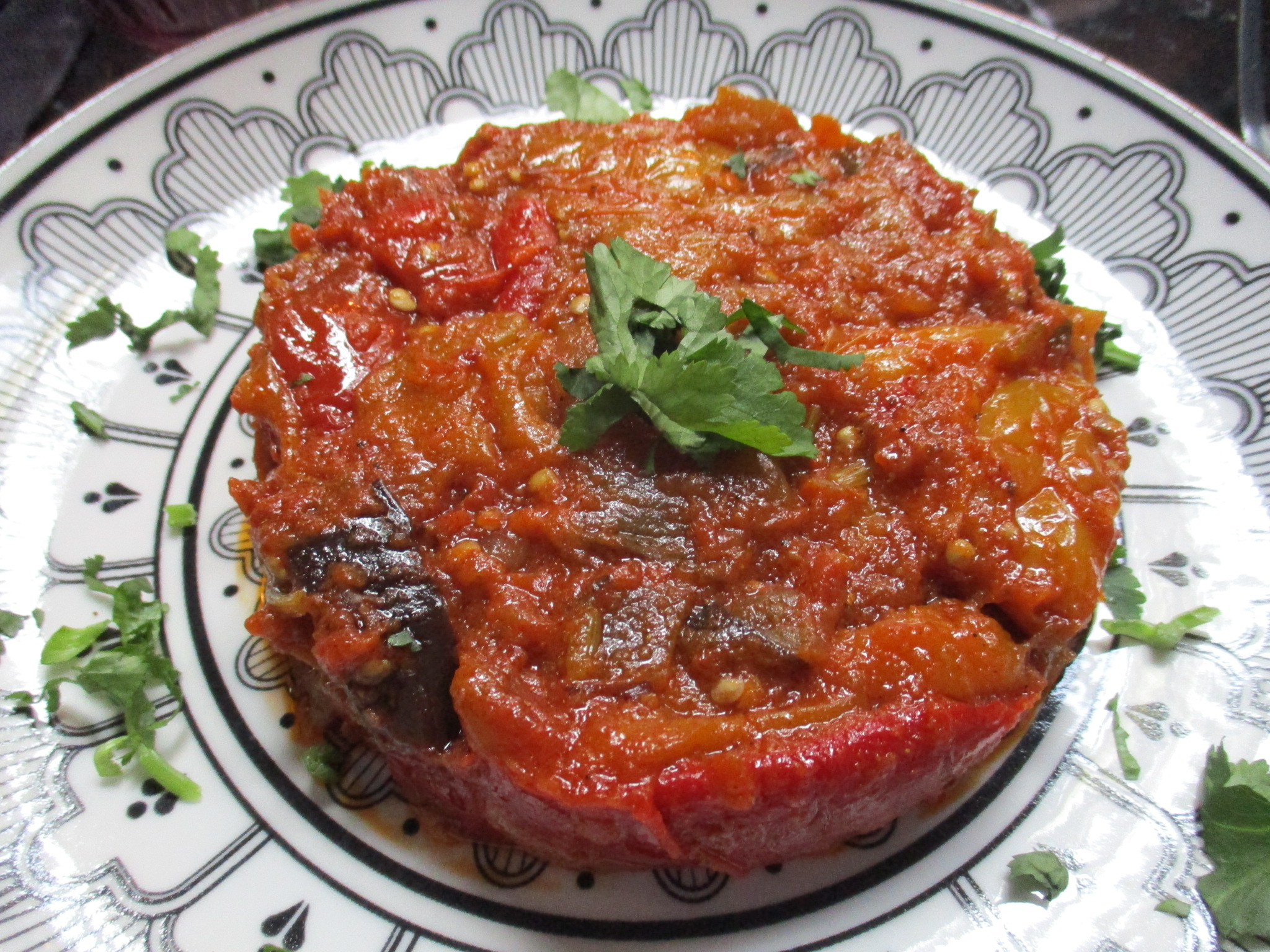
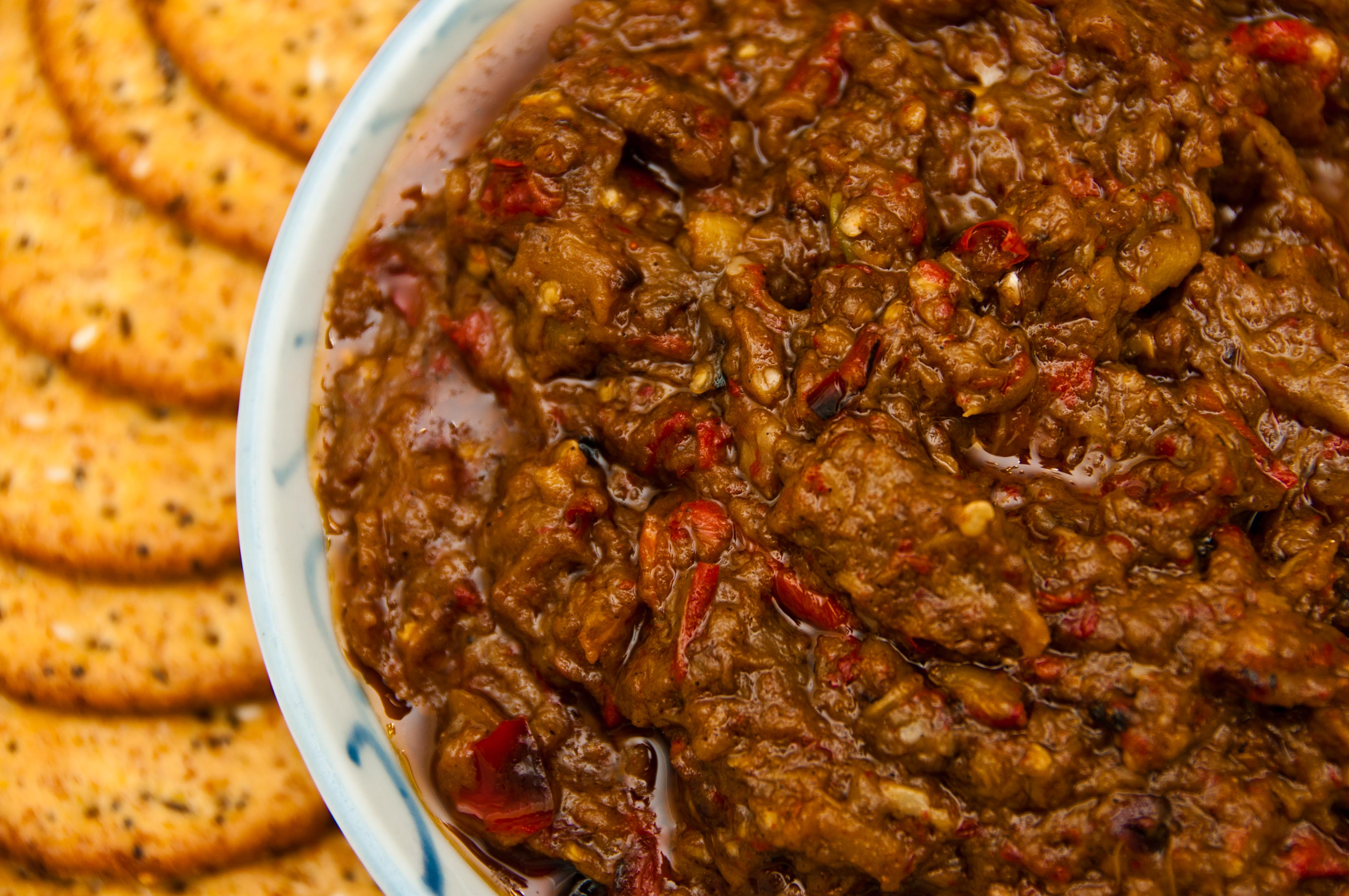

Le plat est généralement servi comme entrée, mangé avec du pain, ou comme plat d'accompagnement du plat principal avec des viandes ou des poissons.
Différentes méthodes et divers ingrédients sont utilisées mais la base reste l'aubergine frite ou rôtie aux tomates et les poivrons avec ses épices chaudes vertes et rouges. Ce plat de régime méditerranéen est riche en fibres alimentaires car composé de légumes.

## Exemple de préparation

### Ingrédients
- 4 aubergines
- 1 c. à soupe de sel
- Huile pour friture
- Pour la sauce tomate :
- 2 grosses tomates pelées, épépinées et coupées en morceaux
- 1 c. à café de concentré de tomate
- 10 cl d'eau
- 1 gousse d'ail émincée
- 1 c. à café bombée d'épices charmoula
- Feuilles de coriandre ciselées

### Élaboration
- Couper les aubergines en rondelles d'1 cm d'épaisseur, les saler et les laisser dégorger. Rincer les rondelles d'aubergines, les presser et les éponger. Frire les rondelles aubergines dans de l'huile chaude, les égoutter et les hacher grossièrement.
- Dans une poêle sur feu doux, déposer les tomates, le concentré de tomate, la gousse d'ail, l'eau et les épices. Couvrir et laisser cuire les tomates 8 à 10 min.
- Rajouter les aubergines et continuer la cuisson 3 min avant d'incorporer la coriandre ciselée.
- Retirer du feu, servir le zaalouk d'aubergines tiède ou froid.